# 让·龙格
让·龙格（法語：Jean-Laurent-Frederick Longuet；1876年10月5日—1938年9月11日），法国社会主义政治家、记者，生于英国伦敦。卡尔·马克思的外孙。父亲为沙尔·龙格，母亲为燕妮·龙格。让·龙格曾在《人道报》报社工作，积极参与工人国际法国支部的活动，当选众议院议员。 第一次世界大战期间持和平主义观点但支持战争拨款。1920年图尔大会期间，反对主张建立法国共产党的多数派，仍支持参加维也纳国际的少数派。他对共产国际成立的反对帝国主义大同盟持批判态度。
他有两个儿子：罗贝尔-让·龙格和卡尔-让·龙格。